# Herb Reed
Herb Reed (7 de agosto de 1928 - 4 de junio de 2012) fue un músico y vocalista estadounidense. Mantuvo la voz de bajo en el grupo vocal de doo-wop The Platters del que fue miembro fundador.

## Biografía

### Primeros años
Nació el 7 de agosto de 1928 en Kansas City, Missouri, en el seno de una familia pobre de Missouri.
De adolescente, se trasladó a Los Ángeles con sólo tres dólares en el bolsillo. Para sobrevivir, hizo trabajos esporádicos, como lavar coches por 20$ a la semana. Fue un momento difícil para él. Más tarde, confesó en una entrevista: "'Tenía tanta hambre que no podía ni pensar'".

### La Fundación de The Platters (1953)
Gracias a las conexiones que hizo en Los Ángeles, que le permitieron encontrar un lugar para dormir y un trabajo lavando coches, Herb Reed cantó con amigos -algo que había tenido la oportunidad de hacer en Kansas City- sin plantearse una carrera en la canción. En 1953, ayudó a fundar el grupo vocal de doo-wop y rock 'n' roll The Platters con Joe Jefferson, Cornell Gunther y Alex Hodge. Sin embargo, la formación del grupo varió varias veces, con más de un centenar de artistas cantando bajo el sello "Platters".  Herb Reed fue el único miembro de los Platters que participó en las 400 grabaciones del grupo, en las que aportó la voz del bajo. Herb Reed  
El éxito no fue inmediato. La banda grabó cuatro canciones para el sello Federal antes de conocer al mánager Buck Ram de Chicago. Este último decidió orientar el cuarteto hacia un sonido más alejado del rhythm & blues. En 1954 se grabó la primera versión de la famosa canción Only You (And You Alone) para el sello Federal-King. Es un fracaso: Sydney Nathan, director de King Records, juzga el resultado mediocre y rechaza su publicación. Al año siguiente se realizó una nueva grabación que marcó un punto de inflexión decisivo en la historia del grupo. La banda pasó de ser un cuarteto a un quinteto con la llegada de la cantante Zola Taylor.

### De los éxitos al declive (1955-1960)
El 23 de abril de 1955, se grabó una segunda versión de Only You para Mercury Records. La canción, una balada romántica, se convirtió en un éxito mundial. Ese mismo año salió a la venta el sencillo The Great Pretender, que superó en ventas a su predecesor.
El grupo estaba en su mejor momento. Los años que van de 1956 a 1959 estuvieron llenos de éxitos: You've Got The Magic Touch, My Prayer, Twilight Time, Smoke Gets In Your Eyes (grabado en Barclay's en París) y Harbor Lights llegaron a lo más alto de las listas. 
Sin embargo, el triunfo duró poco. En 1960, la ola de Rock marcó el fin de una era y los gustos musicales cambiaron. El estilo de los Platters ya no estaba en boga. Sin embargo, la banda dejó una marca indeleble en el paisaje musical de la América de los años 50, a pesar de la persistente segregación racial.

### El futuro y el legado de The Platters (1960-2011)
El cambio de los años 60 no supuso el fin de la banda, aunque la composición de sus miembros evolucionó perpetuamente, con la notable excepción de Herb Reed, que siguió siendo la voz del bajo hasta la desaparición de los Platters durante los años 70.
Los años 60 trajeron nuevos éxitos, tras un nuevo contrato con Musicor Records: I love you 1000 times (1966), Sweet, sweet lovin (1967) y With This Ring (1967).
The Platters se separaron en los años 70. En 1993, Buck Ram volvió a grabar los viejos éxitos de la banda con una nueva formación. Pero la cuestión de los derechos de autor del nombre "Platters" se debatió entonces, dando lugar a una larga batalla legal en la que Herb Reed participó activamente. En mayo de 2011, los tribunales reconocieron a Reed como único heredero del nombre de la banda. De hecho, era el único miembro superviviente de los cinco miembros originales de los Platters.

### Fallecimiento
Tras vivir unos años en Los Ángeles y luego en Atlanta, Herb Reed se trasladó a Boston, donde vivió el resto de su vida. Aquejado de problemas pulmonares crónicos, falleció el 4 de junio de 2012 en un hospicio de Boston a la edad de ochenta y tres años.